# Canggu (Kalianda)
Canggu is een bestuurslaag in het regentschap Lampung Selatan van de provincie Lampung, Indonesië. Canggu telt 2726 inwoners (volkstelling 2010).